# Festival Internacional de Cinema de Karlovy Vary

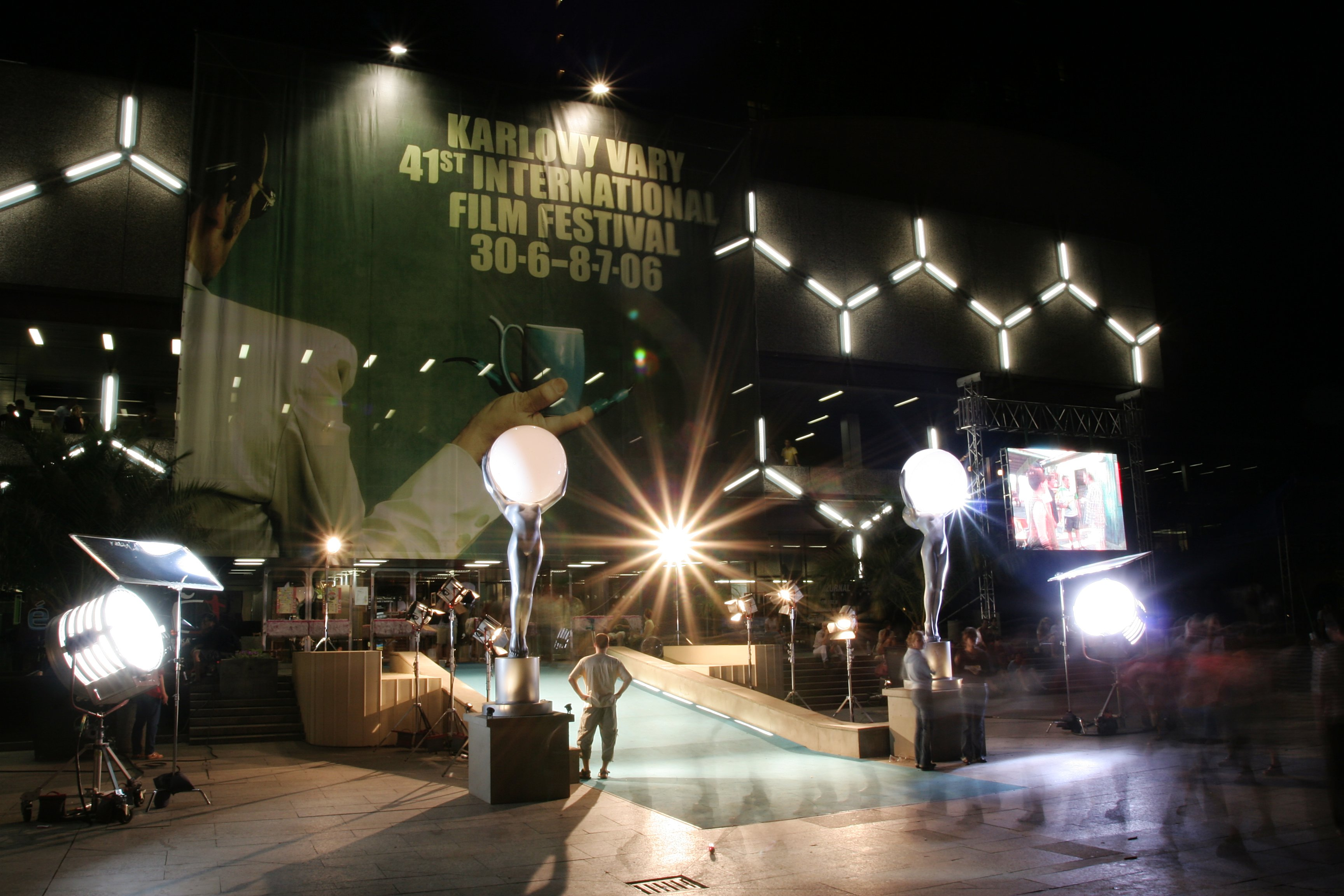
Alfombra blava de l'hotel Thermal al 41è Festival Internacional de Cinema de Karlovy Vary

El Festival Internacional de Cinema de Karlovy Vary (txec: Mezinárodní filmový festival Karlovy Vary) és un festival de cinema anual que se celebra al juliol a Karlovy Vary, a la República Txeca. El Festival Internacional de Cinema de Karlovy Vary ha guanyat reconeixement internacional i ha esdevingut un dels festivals de cinema més importants d'Europa.

## Història
Tot i que abans ja s'havia intentat organitzar un festival de cinema a Txecoslovàquia, no fou fins al 1946 quan es va realitzar per primera vegada una exhibició de cinema a les ciutats de Karlovy Vary i Mariánské Lázně, destinada sobretot a promocionar la recentment nacionalitzada indústria cinematogràfica txeca. El 1948, el festival es va traslladar definitivament a Karlovy Vary i el 1951 va inaugurar la secció competitiva, entregant el Globus de Cristall a la millor pel·lícula. El 1956, la Federació Internacional de les Associacions de Productors de Films el va classificar com un festival de la categoria A, reservada als esdeveniments més selectes.
Segons les variacions en la rigidesa ideològica del govern i les relacions amb l'URSS, el Festival va travessar etapes d'estancament i d'intensa activitat. Les primeres eren degudes a la imposició del realisme soviètic com a únic model vàlid de la pràctica artística. La decisió del govern de portar a terme un únic festival anual de la categoria A dins el bloc soviètic, va fer que, des del 1959, només n'hi hagués els anys parells, alternant amb el FICM. Tot i això, els anys 1960 van ser molt rics i van convocar a nombrosos realitzadors occidentals d'avantguarda; però la intervenció soviètica a la primavera de Praga posà fi a aquesta època.
Després de la Revolució de Vellut del 1989, el festival va travessar moments difícils. El programa del 1990 va exhibir molts films txecoslovacs censurats pel règim durant anys i va comptar amb la presència de visitants importants com Milos Forman i Robert de Niro, però la falta de fons i el desinterès popular i governamental van fer pensar que no es faria l'edició del 1992. Tot i això, a instàncies del municipi de Karlovy Vary, l'any següent es va crear una Fundació (composta pel govern municipal, el Ministeri nacional de Cultura i el Gran Hotel Pupp) perquè organitzés el festival, que es tornaria a realitzar anualment després d'un llarg període d'alternança amb el FICM. L'actor Jiri Bartoska va presidir l'edició del 1994 i s'encarregà la direcció del programa a Eva Zaoralová. Des del 1998, l'organització està en mans de la companyia Film Servis Festival Karlovy Vary, de propietat mixta privada i estatal.

## Programa
El festival presenta diverses seccions, entre competicions i exhibicions fora de concurs.
El plat fort és la selecció competitiva, que d'acord amb el reglament de la FIAPF, acull només obres no estrenades comercialment ni presentades a cap altre festival; la millor pel·lícula guanya el Globus de Cristall, igual que el millor actor, actriu i director. També hi ha un premi especial del jurat. A més, també s'entreguen premis a documentals i a curtmetratges i migmetratges.
Fora del programa es presenta una secció de cinema experimental -Altra mirada-, una de cinema de realitzadors independents -Fòrum dels Independents&mdash- i una de cinema produït a l'antic bloc soviètic -l'est de l'oest-; així com una selecció retrospectiva de la producció txeca de l'any anterior, una retrospectiva temàtica i una selecció d'honor de pel·lícules premiades a altres festivals. Des del 2002 també s'inclou la Selecció dels crítics, una secció organitzada per la revista de cinema Variety, en la qual es presenta l'obra dels autors novells.

## Premis
Des de 1948 es dona l'anomenat "Globus de Cristall" (Křišťálový glóbus) que és el premi més emblemàtic dels que es donen al festival:
- Globus de Cristall a la contribució extraordinària al món del cinema
- Gran Premi Globus de Cristall per a la pel·lícula més destacada
- Premi Especial del Jurat
- Guardó al Millor Director
- Guardó a la Millor Actriu
- Guardó al Millor Actor
- Guardó East of the West
- Premi del públic
- Premis no oficials
- Millor pel·lícula documental a la categoria de menys de 30 minuts
- Millor pel·lícula documental a la categoria de més de 30 minuts

### Premis des de la Revolució de Vellut
| Any  | Pel·lícula                                    | Director               | País                  |
| ---- | --------------------------------------------- | ---------------------- | --------------------- |
| 1992 | Krapatchouk                                   | Enrique Gabriel        | Argentina             |
| 1994 | Mi hermano del alma                           | Mariano Barroso        | Espanya               |
| 1995 | Jízda (El viatge)                             | Jan Sverák             | República Txeca       |
| 1996 | Kavkazskiy plennik                            | Serguei Bodrov         | Rússia-Kazakhstan     |
| 1997 | Ma Vie en Rose (La meva vida en rosa)         | Alain Berliner         | França                |
| 1998 | Le coeur au poing (Cor de carrer)             | Charles Binamé         | Canadà                |
| 1999 | Ha Chaverim shel Yana (Els amics de Yana)     | Arik Kaplun            | Israel                |
| 2000 | Eu, tu, eles (Jo, tu, ells)                   | Andrucha Waddington    | Brasil                |
| 2001 | Le fabuleux destin d'Amélie Poulain (Amélie)  | Jean-Pierre Jeunet     | França                |
| 2002 | Rok Dábla (L'any del dimoni)                  | Petr Zelenka           | República Txeca       |
| 2003 | La finestra di fronte (La finestra de davant) | Ferzan Özpetek         | Turquia               |
| 2004 | Certi bambini (Un conte de nens)              | Andre i Antonio Frazzi | Itàlia                |
| 2005 | Mój Nikifor (Nikifor meu)                     | Krzysztof Krauze       | Polònia               |
| 2006 | Sherrybaby                                    | Laurie Collye          | Estats Units          |
| 2007 | Mýrin                                         | Baltasar Kormákur      | Islàndia / Alemanya   |
| 2008 | Frygtelig Lykkelig                            | Henrik Ruben Genz      | Dinamarca             |
| 2009 | Un ange à la mer                              | Frédéric Dumont        | Canadà / Bèlgica      |
| 2010 | La Mosquitera                                 | Agustí Vila            | Catalunya             |
| 2011 | Restoration                                   | Yossi (Joseph) Madmoni | Israel                |
| 2012 | The Almost Man                                | Martin Lund            | Noruega               |
| 2013 | A nagy füzet                                  | János Szász            | Hongria               |
| 2014 | Corn Island                                   | Giorgi Ovashvili       | Geòrgia               |
| 2015 | Bob and the Trees                             | Diego Ongaro           | Estats Units / França |